# Whatever (Oasis)
Whatever è una canzone della band inglese Oasis scritta da Noel Gallagher e pubblicata esclusivamente in singolo il 18 dicembre 1994.
Per anni è stato l'unico singolo del gruppo mai inserito in un album. Escluso da (What's the Story) Morning Glory?, secondo album della band (del 1995), perché considerato troppo lontano nel tempo rispetto alle canzoni poi entrate a far parte del disco, non figurò nemmeno nel greatest hits della band Stop the Clocks, del 2006. Compare, invece, nella raccolta Time Flies... 1994-2009, pubblicata nel 2010. Alcune edizioni limitate del primo album contengono il singolo in formato CD.
Il singolo esordì al terzo posto della classifica britannica dei singoli, primo singolo degli Oasis ad entrare nella top 5 (traguardo raggiunto poi da ogni singolo del gruppo, eccetto Lord Don't Slow Me Down, pubblicato per il solo download digitale, e I'm Outta Time).

## Storia
Noel Gallagher ha affermato di aver scritto il brano in dieci minuti, prendendo ispirazione dalle parole che, spesso, la madre Peggy diceva a lui e i suoi fratelli quando immaginavano quale sarebbe stato il loro futuro: "you're free to be whatever". Gli archi sono eseguiti dalla London Session Orchestra, in cui figurava Wilfred Gibson, ex violinista della Electric Light Orchestra. L'arrangiamento orchestrale fu curato da Nick Ingman e Noel Gallagher.
Il singolo uscì il 18 dicembre 1994, entrando nella classifica britannica dei singoli al terzo posto.
Il cantante Neil Innes, autore di How Sweet to Be an Idiot, citò in giudizio gli Oasis per plagio e ottenne il riconoscimento dei diritti d'autore del testo del brano degli Oasis. Il verso in questione è: "I'm free, to be whatever I".
Spesso, durante le esibizioni dal vivo degli Oasis, la canzone veniva conclusa inserendo una cover di Octopus's Garden (Beatles) o di All The Young Dudes (Mott the Hoople); a quest'ultima veniva modificato il testo per fare riferimento al Manchester City, squadra calcistica amata dai fratelli Gallagher.
Al 2014 il singolo aveva venduto 540 000 copie. Il 20 giugno 2010 era rientrato nella classifica britannica dei singoli alla posizione 64, per effetto della pubblicazione della raccolta Time Flies... 1994-2009; contestualmente fu reso disponibile per la prima volta in download digitale.

## Video
Nel videoclip di Whatever, in bianco e nero, gli Oasis, al completo, si esibiscono accompagnati da alcuni elementi della London Philharmonic Orchestra, che hanno anche registrato il brano in studio insieme al gruppo. Tra i membri dell'orchestra si riconosce il violinista Wilf Gibson. Alla fine della canzone si ode un applauso in sottofondo.

## Utilizzi
Nel 2012 la canzone è stata usata dalla Coca-Cola per la campagna pubblicitaria di celebrazione del suo 125 anniversario e in Italia, dal 2011, dalla compagnia Vodafone per la pubblicità in televisione e come musica di attesa del servizio clienti. Anche Asahi Breweries ha utilizzato la canzone per gli spot televisivi della birra Asahi Off, in Giappone, dal 2010.

## Tracce
1. Whatever – 6:21
2. (It's Good) to Be Free – 4:18
3. Half the World Away – 4:25
4. Slide Away – 6:31

## Formazione
- Liam Gallagher – voce
- Noel Gallagher – chitarra solista, cori
- Paul "Bonehead" Arthurs – chitarra ritmica
- Paul "Guigsy" McGuigan – basso
- Tony McCarroll – batteria

Altri musicisti
- London Philharmonic Orchestra - strumenti ad arco

## Classifiche
| Classifica (1994/95) | Posizione massima |
| -------------------- | ----------------- |
| Australia            | 40                |
| Finlandia            | 9                 |
| Francia              | 15                |
| Germania             | 73                |
| Irlanda              | 5                 |
| Paesi Bassi          | 48                |
| Regno Unito          | 3                 |
| Svezia               | 10                |
| Svizzera             | 24                |